# 1 500 meter för damer i friidrott vid olympiska sommarspelen 1980
1 500 meter för damer vid olympiska sommarspelen 1980 i Moskva avgjordes 1 augusti. 

## Medaljörer
| Gren        | Guld                              | Guld         | Silver                              | Silver  | Brons                               | Brons   |
| 1 500 meter | Tatjana Kazankina · Sovjetunionen | 3.56,56 (OR) | Christiane Wartenberg · Östtyskland | 3.57,71 | Nadezjda Olizarenko · Sovjetunionen | 3.59,52 |

## Resultat
- Q innebär avancemang utifrån placering i heatet.
- q innebär avancemang utifrån total placering.
- DNS innebär att personen inte startade.
- DNF innebär att personen inte fullföljde.
- DQ innebär diskvalificering.
- NR innebär nationellt rekord.
- OR innebär olympiskt rekord.
- WR innebär världsrekord.
- WJR innebär världsrekord för juniorer
- AR innebär världsdelsrekord (area record) (I detta fall europarekord)
- PB innebär personligt rekord.
- SB innebär säsongsbästa.

### Final
| Placering | Final                       | Tid       |
| --------- | --------------------------- | --------- |
|           | Tatjana Kazankina (URS)     | 3.56,6 OR |
|           | Christiane Wartenberg (GDR) | 3.57,8    |
|           | Nadezjda Olizarenko (URS)   | 3.59,6    |
| 4.        | Gabriella Dorio (ITA)       | 4.00,3    |
| 5.        | Ulrike Bruns (GDR)          | 4.00,7    |
| 6.        | Ljubov Smolka (URS)         | 4.01,3    |
| 7.        | Maricica Puică (ROU)        | 4.01,3    |
| 8.        | Ileana Silai (ROU)          | 4.03,0    |
| 9.        | Natalia Marasescu (ROU)     | 4.04,8    |

### Semifinaler
- Hölls onsdagen den 30 juli 1980

| Placering | Heat 1                       | Tid       |
| --------- | ---------------------------- | --------- |
| 1.        | Tatjana Kazankina (URS)      | 3.59,2 OR |
| 2.        | Nadezjda Olizarenko (URS)    | 3:59.5    |
| 3.        | Christiane Wartenberg (GDR)  | 4:00.4    |
| 4.        | Ulrike Bruns (GDR)           | 4:01.6    |
| 5.        | Maricica Puică (ROU)         | 4:01.7    |
| 6.        | Vesela Yatsinska (BUL)       | 4:04.7    |
| 7.        | Cornelia Bürki (SUI)         | 4:05.5    |
| 8.        | Totka Petrova (BUL)          | 4:13.8    |
| 9.        | Janet Marlow (GBR)           | 4:15.9    |
| 10.       | Amsale Woldegibriel (ETH)    | 4:25.3    |
| 11.       | Marcellino Emmanuel (ITA)    | 4:26.8    |
| 12.       | Albertine Raheliarisoa (MAD) | 4:30.8    |
| 13.       | Margaret Morel (SEY)         | 4:37.9    |

| Placering | Heat 2                   | Tid    |
| --------- | ------------------------ | ------ |
| 1.        | Ljubov Smolka (URS)      | 4.04,4 |
| 2.        | Ileana Silai (ROU)       | 4:04.7 |
| 3.        | Gabriella Dorio (ITA)    | 4:05.0 |
| 4.        | Natalia Marasescu (ROU)  | 4:05.9 |
| 5.        | Anna Bukis (POL)         | 4:06.0 |
| 6.        | Beate Liebich (GDR)      | 4:06.8 |
| 7.        | Nikolina Shchereva (BUL) | 4:08.3 |
| 8.        | Breda Pergar (YUG)       | 4:13.2 |
| 9.        | Agnese Possamai (ITA)    | 4:14.7 |
| 10.       | Mwinga Mwanjala (TAN)    | 4:20.9 |
| 11.       | Thi Be Trinh (VIE)       | 4:38.6 |
| —         | Hala El-Moughrabi (SYR)  | DNS    |
| —         | Geeta Zutshi (IND)       | DNS    |